# Copa Intercontinental de Futsal 2008
A Copa Intercontinental de Futsal de 2008 corresponde à décima primeira edição do torneio e a a quinta reconhecida pela FIFA. Todos as partidas foram disputadas no Palacio de los Deportes de (Granada), Espanha, entre os dias 3 e 6 de abril.

## Participantes
- Malwee/Jaraguá, do Brasil, campeão brasileiro, sul-americano 2008 e da Copa Mercosul 2007.
- Interviú Fadesa, da Espanha, atual campeão mundial.
- Carlos Barbosa, do Brasil, vice-campeão da Copa Mercosul 2007.
- Action 21 Charleroi, da Bélgica
- Ajax de Tánger, do Marrocos, campeão africano
- Tam Iran Khodro, do Irã[1][2][3]

## Campeonato

### Grupo A
| Equipe          | Pts | PJ | PG | PE | PP | GF | GC | SG   |
| --------------- | --- | -- | -- | -- | -- | -- | -- | ---- |
| Malwee/Jaraguá  | 4   | 2  | 1  | 1  | 0  | 8  | 3  | 5    |
| Carlos Barbosa  | 4   | 2  | 1  | 1  | 0  | 8  | 5  | 0*   |
| Tam Iran Khodro | 0   | 1  | 0  | 0  | 1  | 2  | 12 | -10* |

* A equipe do Tam Irã Khodro não pôde chegar a tempo de disputarem a partida contra o Carlos Barbosa. Com isso o Comitê Organizador Local (COL) do campeonato, com base no regulamento da competição, declarou a equipe brasileira como vencedora, pelo placar de 6 a 1, o mesmo da partida entre o time iraniano e a Malwee.
| Dia (hora Brasília) | Partida                          | Resultado                                            |
| ------------------- | -------------------------------- | ---------------------------------------------------- |
| 3 de abril (14h00)  | Carlos Barbosa - Tam Iran Khodro | 6-1 (placar determinado pela organização do torneio) |
| 4 de abril (15h45)  | Malwee/Jaraguá - Tam Iran Khodro | 6-1                                                  |
| 5 de abril (16h00)  | Carlos Barbosa - Malwee/Jaraguá  | 2-2 (4-6)                                            |

### Grupo B
| Equipe              | Pts | PJ | PG | PE | PP | GF | GC | SG  |
| ------------------- | --- | -- | -- | -- | -- | -- | -- | --- |
| Interviú Fadesa     | 6   | 2  | 2  | 0  | 0  | 15 | 3  | 12  |
| Action 21 Charleroi | 3   | 2  | 1  | 0  | 1  | 7  | 4  | 3   |
| Ajax Tanger         | 0   | 2  | 0  | 0  | 2  | 3  | 18 | -15 |

| Dia (hora Brasília | Partida                               | Resultado |
| ------------------ | ------------------------------------- | --------- |
| 3 de abril (16h00) | Action 21 Charleroi - Ajax Tanger     | 6-1       |
| 4 de abril (17h45) | Interviú Fadesa - Ajax Tanger         | 12-2      |
| 5 de abril (14h00) | Interviú Fadesa - Action 21 Charleroi | 3-1       |

### Final(1º do Grupo A - 1º do Grupo B)
| 6 de abril de 2008 (11:00) | Malwee/Jaraguá | 1-6                  | Interviú Fadesa                                                           | Palacio de los Deportes, (Granada) Público: 4.500 espectadores Árbitro: (Itália) e Sunjic (Croácia) |
|                            | Lenisio 34'    | [ 15 ] [ 16 ] [ 17 ] | Ari (contra) 7', Gabriel 23', Gabriel 27', Neto 33', Neto 34' e Marquinho | |